# Les Hautes-Rivières
Les Hautes-Rivières är en kommun i departementet Ardennes i regionen Grand Est (tidigare regionen Champagne-Ardenne) i nordöstra Frankrike. Kommunen ligger  i kantonen Monthermé som ligger i arrondissementet Charleville-Mézières. År 2022 hade Les Hautes-Rivières 1 253 invånare.

## Befolkningsutveckling
Antalet invånare i kommunen Les Hautes-Rivières
Referens: INSEE